# Hung Shih-ting
Pour les articles homonymes, voir Ting.
Hung Shih-ting est une réalisatrice taïwanaise née le 25 mai 1980 à Pescadores. 

## Biographie
Hung Shih-ting a grandi sur Pescadores, une île de pêcheurs cachée au large de Taïwan. Elle a commencé à peindre à l'âge de quatre ans et à jouer du piano à l’âge de six ans.
Elle étudie les beaux arts à l'École normale nationale de Taïwan, puis le cinéma à l'université du Sud de la Californie où elle obtient un master en 2008.
Elle commence sa carrière comme directeur commercial à New York, auprès de Sony PlayStation pour la franchise Harry Potter. Elle signe ensuite un contrat en tant que réalisatrice avec l'entreprise du réalisateur britannique Ridley Scott, RSA Films Asia.
Son premier film VIOLA: les pièces/chambres voyageantes/voyageuses d’un petit géant, a obtenu le 35e Oscar du film étudiant,,.